# Alejandro II de Rusia
Alejandro II de Rusia (en ruso: Алекса́ндр II Никола́евич, romanizado: Aleksándr II Nikoláyevich; Moscú, 17 de abriljul./ 29 de abril de 1818greg. - San Petersburgo, 1 de marzojul./ 13 de marzo de 1881greg.) fue emperador del Imperio ruso desde el 3 de marzo de 1855 hasta su asesinato en 1881. También fue gran duque de Finlandia y rey de Polonia hasta 1881. Su educación liberal y su angustia por el resultado de la Guerra de Crimea, que había demostrado el atraso de Rusia, lo inspiraron a emprender un gran programa de reformas internas, siendo la más importante  la emancipación de los siervos de Rusia en 1861, por la que se le conoce como Alejandro el Libertador (en ruso: Алекса́ндр Освободи́тель, romanizado: Aleksándr Osvobodítel).
El zar fue responsable de otras reformas liberales, como la reorganización del sistema judicial, el establecimiento de jueces locales electos, la abolición del castigo corporal, la promoción del autogobierno local mediante el sistema de zemstvos, la imposición del servicio militar universal, la eliminación de algunos privilegios de la nobleza y el fomento de la educación universitaria. Tras un intento de asesinato en 1866, Alejandro adoptó una postura algo más conservadora hasta su muerte.
Alejandro también destacó por su política exterior, principalmente pacifista, de apoyo a Estados Unidos y de oposición a Gran Bretaña. Alejandro respaldó a la Unión durante la Guerra de secesión y envió buques de guerra al puerto de Nueva York y a la bahía de San Francisco para disuadir ataques de la Armada Confederada. Vendió Alaska a los Estados Unidos en 1867, temiendo que la remota colonia cayera en manos británicas en una futura guerra. Buscó la paz, se alejó de la belicosa Francia tras la caída de Napoleón III en 1871, y en 1872 se unió al Imperio alemán y al Imperio austrohúngaro en la Liga de los Tres Emperadores, que estabilizó la situación europea.
A pesar de su política exterior por lo demás pacifista, libró una breve guerra contra el Imperio otomano entre 1877 y 1878, que condujo a la independencia de Bulgaria, Montenegro, Rumania y Serbia. Continuó su expansión hacia el Lejano Oriente, lo que condujo a la fundación de Vladivostok, y hacia el Cáucaso, donde aprobó planes que condujeron al genocidio circasiano.  También hacia el Turquestán. Aunque decepcionado por los resultados del Congreso de Berlín de 1878, Alejandro cumplió con dicho acuerdo. Uno de sus mayores desafíos internos fue el Levantamiento de Enero en Polonia de 1863, al que respondió despojando a Polonia de su constitución propia, incorporándola directamente a Rusia y aboliendo allí la servidumbre. Alejandro estaba en el proceso de proponer reformas parlamentarias adicionales para contrarrestar el auge de nacientes movimientos revolucionarios y anarquistas cuando fue asesinado en 1881.

## Como heredero al trono
Era hijo del zar Nicolás I de Rusia y de Carlota de Prusia (Alejandra Fiódorovna), hija a su vez del rey Federico Guillermo III de Prusia y de Luisa de Mecklemburgo-Strelitz. Durante su juventud, el zarévich Alejandro dio pocas muestras de su valía final, hasta el momento de su advenimiento en 1855, pocos imaginaron que sería conocido como un líder capaz de poner en práctica las más difíciles reformas emprendidas en Rusia desde el reinado de Pedro el Grande.
Durante los treinta y seis años en los que fue heredero, el ambiente de San Petersburgo era desfavorable para el desarrollo de cualquier innovación política o intelectual. Todos los principios de libertad de pensamiento y de iniciativa privada eran, en la medida de lo posible, reprimidos enérgicamente por el gobierno zarista. La censura personal y oficial era moneda corriente; las críticas a las autoridades eran consideradas como un delito grave. Esto también fue considerado como una de las razones que llevaron a su asesinato. De hecho, en sus años de príncipe heredero, Alejandro nunca manifestó oposición alguna a la autocracia practicada por su padre, ni cuestionó sus políticas ultraconservadoras.
Bajo la visión del poeta liberal Vasili Zhukovski, Alejandro II recibió la educación que se les daba a los jóvenes rusos de buena familia en ese momento: un gran número de temas en nociones, y la introducción a los principales idiomas europeos de la época. Un rasgo notable fue que en 1837 el zarévich tomó seis meses en una serie de viajes por casi veinte provincias del Imperio ruso, hecho poco común entre la aristocracia de su época; también fue el primer heredero de la familia Romanov en visitar Siberia, aunque también en el periodo 1838-1839 visitó diversos países de Europa. 
Al llegar a Inglaterra en 1839, conoció a la reina Victoria, de veinte años. Simon Sebag Montefiore especula que surgió un pequeño romance entre ambos. Sin embargo, el matrimonio no funcionaría debido a que Alejandro se encontraba en el primer lugar de la línea de sucesión al trono ruso, por lo que tenía que renunciar a sus derechos dinásticos si se daba la unión. Cuestión que sus padres no permitirían al preferir a la que sería su futura esposa, María de Hesse-Darmstadt. Más adelante, en 1847, como el reflejo del cariño que aún mantenía hacia Victoria, Alejandro donó dinero a Irlanda durante la Gran Hambruna.

## Personalidad
De aspecto alemán, se ha descrito la personalidad de Alejandro como la de alguien pacifista, fumador empedernido y aficionado a las cartas. Tuvo poco interés personal en los asuntos militares, para decepción de su padre Nicolás I que sí era un apasionado del ejército.

## Reinado

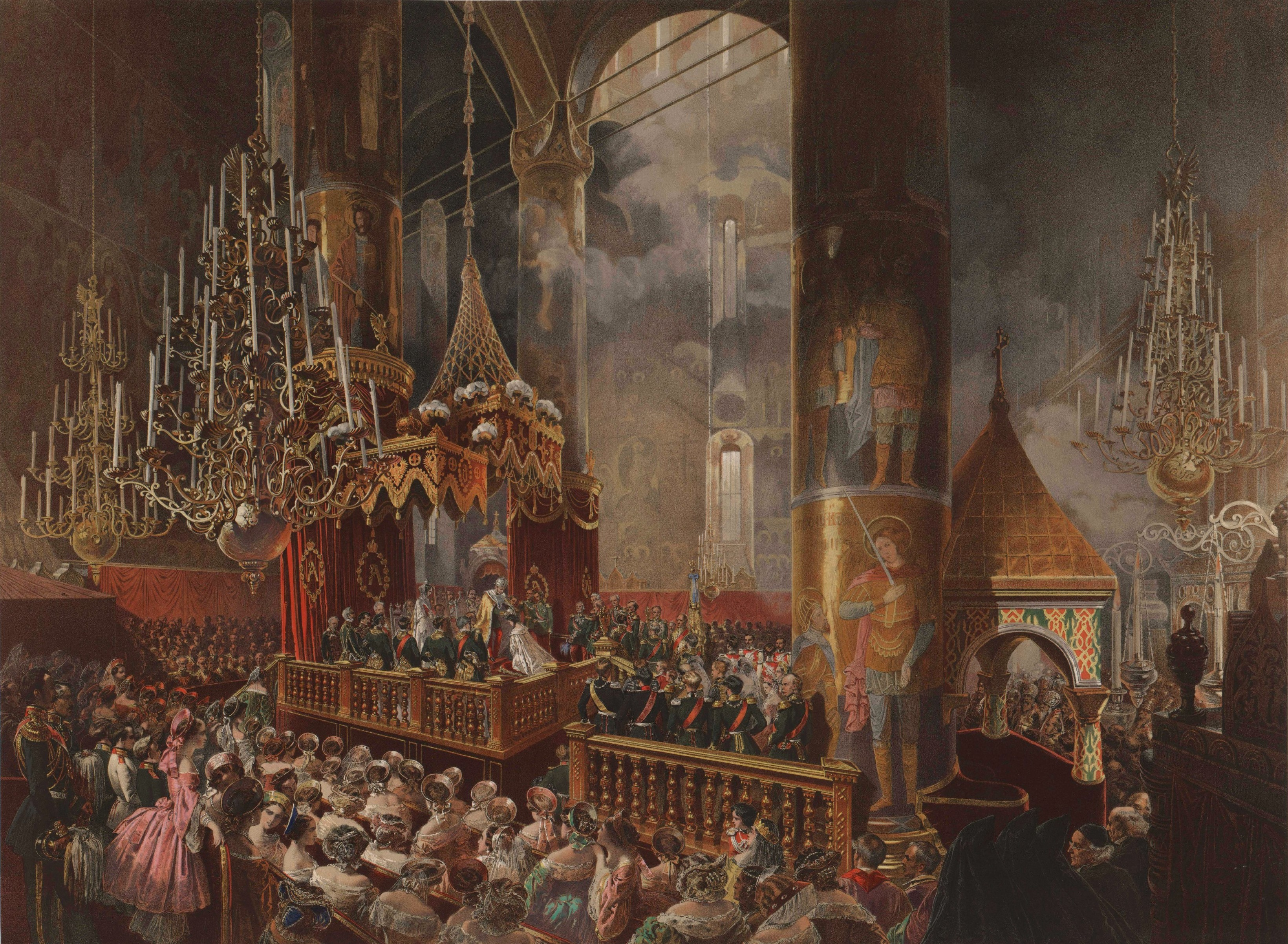
Coronación del zar Alejandro II y de la zarina María Aleksándrovna el 26 de agosto (7 de septiembre) de 1856 en la Catedral de la Dormición del Kremlin de Moscú. Óleo de Mihály Zichy.

Alejandro II subió al trono tras la muerte de su padre el 2 de marzo de 1855. En el primer año de su reinado prosiguió con el esfuerzo bélico de la guerra de Crimea, pero tras la caída de Sebastopol en poder de la coalición antirrusa, tuvo que iniciar conversaciones de paz, dejadas en manos de su consejero de confianza, el príncipe Aleksandr Gorchakov. Entonces comenzó un período de reformas radicales, alentadas por la opinión pública, influida por el pensamiento de Europa Occidental pero llevadas a cabo por el poder autocrático del zar que no admitía oposición ni contradicción. 
Todos quienes habían pretendido introducir reformas declararon en voz alta que Rusia estaba agotada y humillada por la guerra, alegando que el atraso científico y tecnológico del país eran claves para la derrota en la contienda: la paz de marzo de 1856 había impuesto concesiones a Rusia y reducido su influencia política (aunque sin perder territorios) y que la única manera de restablecer su poder en Europa era desarrollar sus recursos naturales y reformar a fondo todas las ramas de la administración pública. El gobierno zarista, por lo tanto, encontró en las clases educadas un recién nacido espíritu público, deseoso de ayudar al zar en cualquier labor de reforma que se pudiese emprender. 
Afortunadamente para Rusia, el poder autocrático se encontraba ahora en manos de un hombre profundamente influenciado por el espíritu de la época, y que tenía suficiente prudencia y sentido práctico para impedir ser arrastrado por el entusiasmo. A diferencia de sus predecesores, Alejandro no sentía la necesidad de imponer sus ideas por la fuerza ni se servía de ayudantes ni favoritos para dirigir sus propios proyectos. Estos rasgos de su carácter, junto con las peculiares circunstancias en que actuó, explican que implementara las reformas con ayuda de la intelligentsia que se había erigido en una precaria opinión pública en medio de la autocracia.

### Emancipación de los siervos

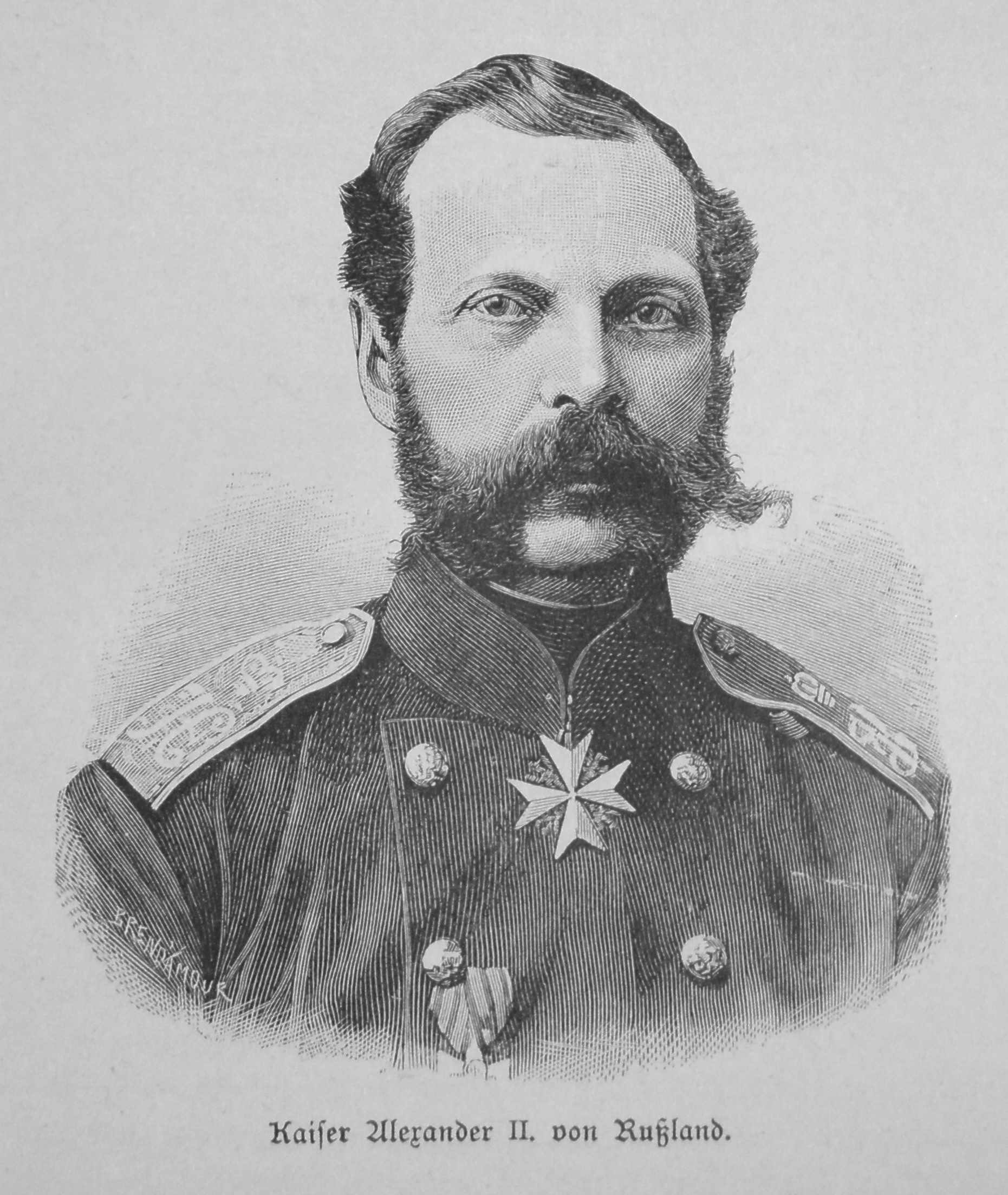
El emperador Alejandro II de Rusia por Richard Brend'amour.

Aunque vigilaba cuidadosamente su poder autocrático y se resistía obstinadamente a todo aquello que impulsara reformas que él no se sentía inclinado a llevar a cabo, Alejandro II actuó durante varios años como un soberano constitucional. Poco después de la paz, se introdujeron importantes cambios en la legislación relativa a la industria y al comercio, que permitieron crear un gran número de sociedades de responsabilidad limitada. Se idearon planes para la construcción de una gran red de ferrocarriles — en parte con el propósito de desarrollar los recursos naturales del país, y en parte con el fin de aumentar su poder de defensa y ataque.
Pronto se vio que los progresos contaban con un obstáculo formidable: la existencia de la servidumbre de la gleba. Alejandro II demostró que, a diferencia de su padre, quería lidiar con este difícil y peligroso problema. Presentó una petición a los propietarios polacos de las provincias lituanas y esperó que sus relaciones con los siervos fuesen reguladas de manera más satisfactoria (es decir, más de manera satisfactoria para los propietarios), autorizando la formación de comités «para mejorar la condición de los campesinos», y se establecieron los principios sobre los que la mejora debía efectuarse.
Este paso fue seguido por otros aún más importantes. Sin consultar a sus asesores ordinarios, Alejandro II ordenó al Ministro del Interior enviar una circular a los gobernadores provinciales del Imperio que contuviese una copia de las instrucciones transmitidas al gobernador general de Lituania, alabando sus intenciones generosas y patrióticas, y sugería que tal vez los propietarios de las otras provincias podrían realizar lo mismo. La sugerencia se llevó a cabo en todas las provincias donde existía la servidumbre, formándose comités de emancipación.
La cuestión planteó una serie de cuestiones espinosas. La emancipación no era sólo una cuestión humanitaria que se resolvería instantáneamente por un ukaz imperial. Había que resolver graves problemas que afectaban profundamente a la vida económica, social y política de la nación.
Alejandro II tenía pocos de los conocimientos necesarios para hacer frente con éxito a esos problemas, y se limitó a elegir entre las diferentes medidas que le recomendaron. El principal punto en cuestión era si los siervos debían convertirse en trabajadores agrícolas que dependieran económica y administrativamente de los propietarios, o si se debían transformar en una clase de propietarios independientes. El emperador dio su apoyo a este último proyecto, y el campesinado ruso se convirtió en el último grupo europeo de este sector que abandonaba la servidumbre.
Los que llevaron a cabo la emancipación fueron el hermano de Alejandro II, Constantino Nikoláievich, Yákov Rostóvtsev, y Nikolái Miliutin. El 3 de marzo de 1861, en el sexto aniversario de su advenimiento, la ley de la emancipación fue firmada y publicada.

### Otras reformas

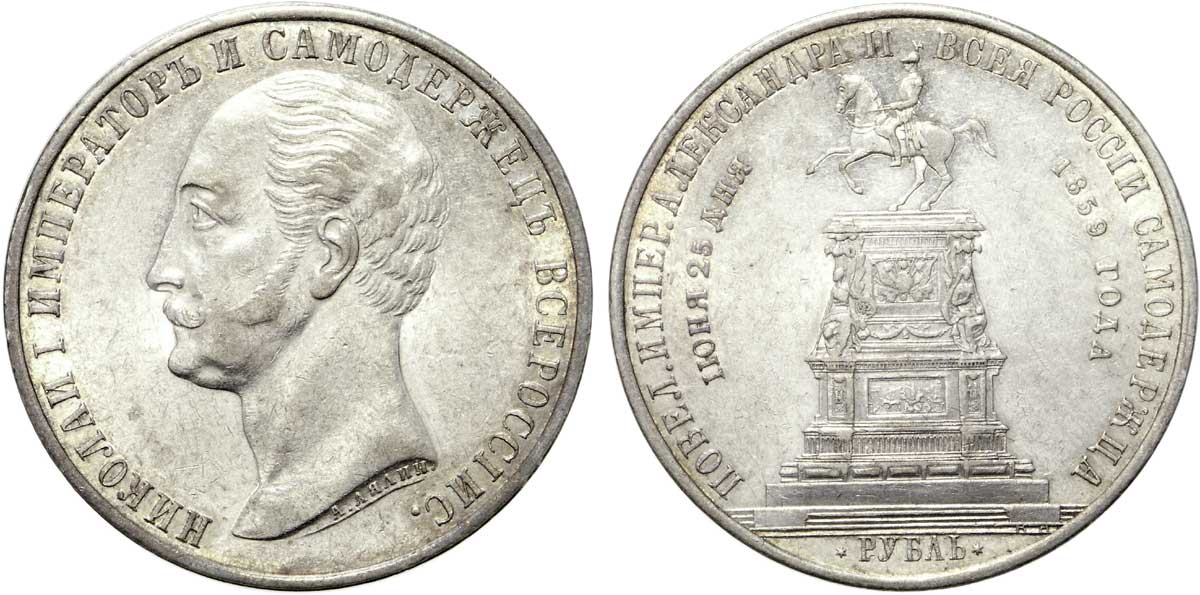
Alejandro II de Rusia.

Se sucedieron otras reformas: la reorganización del ejército y de la armada (1874); se creó una nueva administración judicial basada en el modelo francés (1864), con un nuevo código penal y un sistema simplificado del procedimiento civil y penal; se elaboró un régimen de gobierno local autónomo (Zemstvo) para los distritos rurales (1864) y las grandes ciudades (1870), con asambleas electivas que poseían un derecho fiscal limitado, y una nueva policía rural y municipal bajo la dirección del Ministro del Interior. Alejandro II sería el segundo monarca (después del rey Luis I de Portugal) en abolir la pena capital, una pena que todavía es legal (aunque no se practica) en Rusia.
Sin embargo, los trabajadores querían mejores condiciones de trabajo; las minorías nacionales deseaban la libertad. Cuando los radicales comenzaron a recurrir a la formación de sociedades secretas y a la agitación revolucionaria, Alejandro II se sintió obligado a adoptar severas medidas represivas. 
Para intentar resolver el efecto de algunas reformas liberales, en un intento de sofocar la agitación revolucionaria, Alejandro II instituyó un ukase en el que se creaban comisiones especiales, compuestas de altos funcionarios y personajes privados que debían preparar las reformas en diversas ramas de la administración.

### Matrimonio

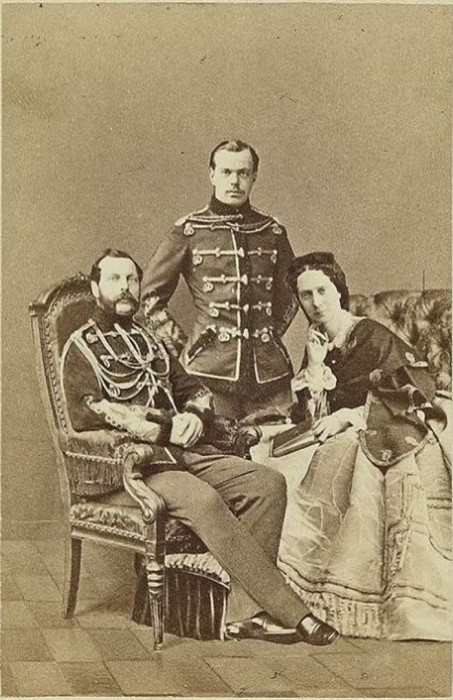
El zar Alejandro II y su esposa, la zarina María, con su hijo, el futuro zar Alejandro III de Rusia.

El 16 de abril de 1841 se casó con la princesa María de Hesse-Darmstadt en San Petersburgo, posteriormente conocida como María Alexándrovna. El zarévich afirmó estar profundamente enamorado de la joven princesa y no aceptó hablar de otra candidata. María era hija de Luis II de Hesse-Darmstadt y de Guillermina de Baden, aunque se dudaba de si su padre era el gran duque o el amante de su madre, el barón August von Senarclens de Grancy. El matrimonio tuvo seis hijos y dos hijas:
- Gran Duquesa Alejandra Alexándrovna (1842-1849). Muerta en la infancia.
- Gran Duque Nicolás Alexándrovich (1843-1865), comprometido con Dagmar de Dinamarca.
- Zar Alejandro III (1845-1894), casado con Dagmar de Dinamarca.
- Gran Duque Vladimiro Alexándrovich (1847-1909), casado con María de Mecklemburgo-Schwerin. Tras la desaparición de la rama mayor, la de Nicolás II, su descendencia se convirtió en la rama primogénita de la familia. Cuyo jefe es en la actualidad la Gran Duquesa María Vladímirovna Románova.
- Gran Duque Alejo Alexándrovich (1850-1908), casado con Aleksandra Zhukóvskaya.
- Gran Duquesa María Alexándrovna (1853-1920), casada con Alfredo de Sajonia-Coburgo-Gotha.
- Gran Duque Sergio Alexándrovich (1857-1905), casado con Isabel de Hesse-Darmstadt.
- Gran Duque Pablo Alexándrovich (1860-1919), casado con Alejandra de Grecia, y en un segundo matrimonio con Olga Paléi.

Alejandro tuvo muchas amantes durante su matrimonio y fue padre de siete hijos ilegítimos reconocidos. Estos incluyen a Antoinette Bayer (1856-1948), con su amante Guillermina Bayer; a Michael Bogdan-Oginski (1848-1909), con la condesa Olga Kalinóvskya (1818-1854); y a Joseph Raboxicz. 
El 6 de julio de 1880, menos de un mes después de la muerte de la zarina María, ocurrida el 8 de junio, Alejandro contrajo matrimonio morganático con su amante, la princesa Catalina Dolgorúkov, con quien ya tenía cuatro hijos:
- Jorge Alexándrovich Románov Yúrievsky (1872-1913), casado con la condesa Alejandra Zarnekau y luego divorciado.
- Olga Alexándrovna Románov Yúrievsky (1873-1925), casada con el conde Jorge Von Merenberg.
- Borís Alexándrovich Yúrievsky (1876-1876).
- Catalina Alexándrovna Románov Yúrievsky (1878-1959), casada primeramente con el príncipe Alejandro Bariatinsky, y en segundas nupcias con el príncipe Serge Obolensky.

### Represión de los movimientos nacionales
Al comienzo de su reinado, Alejandro expresó la famosa declaración de «no soñar», dirigida a los polacos, que poblaban la Polonia del Congreso, Ucrania occidental, Lituania, Bielorrusia y Livonia. El resultado fue el Levantamiento de enero de 1863-1864, sofocado después de dieciocho meses de combate. Miles de polacos fueron ejecutados y decenas de miles fueron deportados a Siberia. El precio de la represión fue el apoyo ruso a la unificación alemana. Veinte años más tarde, Alemania se convirtió en el principal enemigo de Rusia en el continente.
Todos los territorios de la antigua Confederación Polaco-Lituana fueron excluidos de las políticas liberales introducidas por Alejandro. La ley marcial se introdujo en Lituania en 1863, manteniéndose durante los siguientes 50 años. Las lenguas nativas, lituano, ucraniano y bielorruso, fueron prohibidas en los textos impresos (Ukaz de Ems). La lengua polaca fue prohibida en su forma oral y escrita en todas las provincias excepto en la Polonia del Congreso, en donde solo se permitía en conversaciones privadas.

### Gran Duque de Finlandia

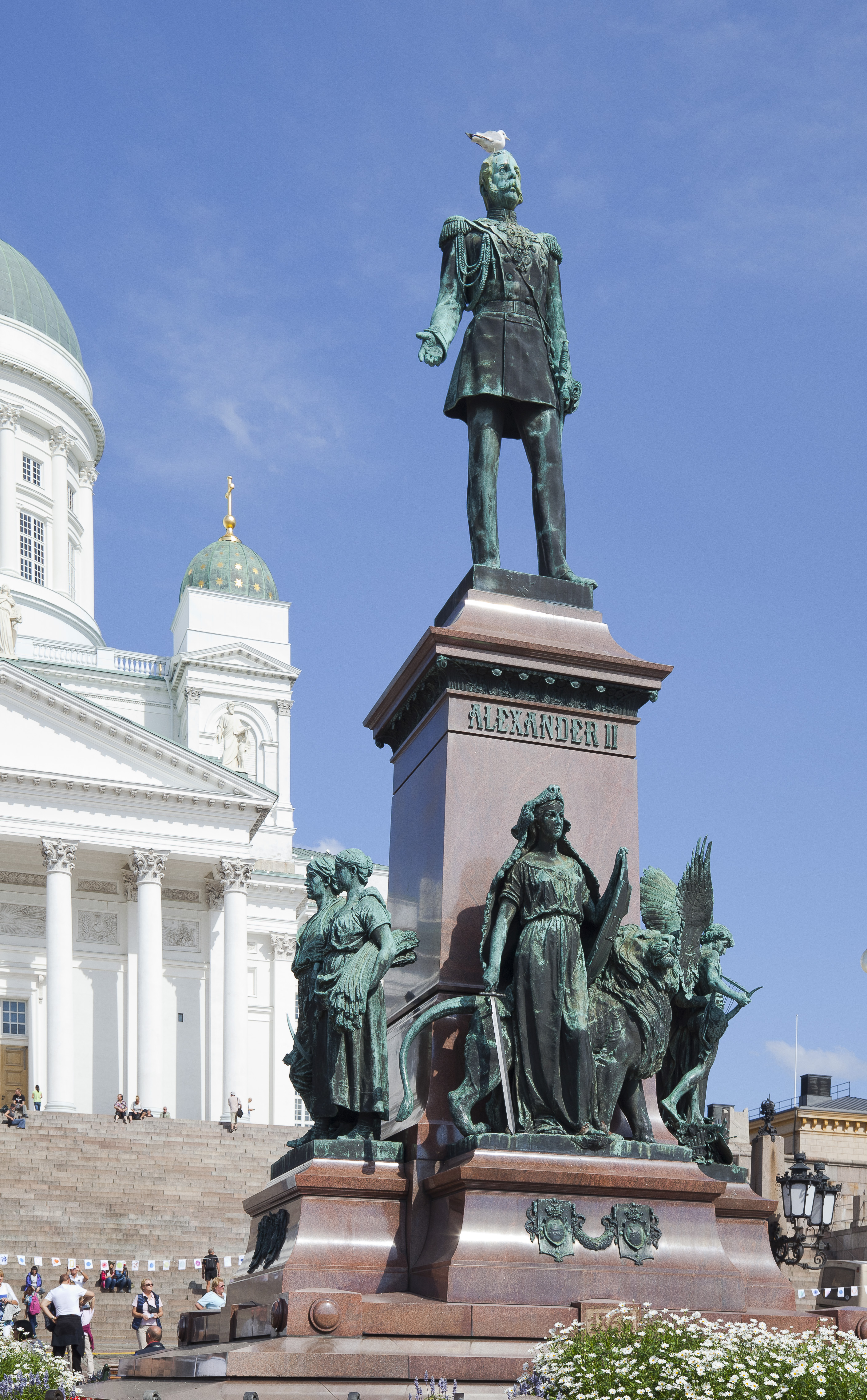
El monumento a Alejandro II «El Libertador» en la Plaza del Senado de Helsinki fue erigido en 1894. La fecha "1863" hace referencia a la reapertura de la Dieta de Finlandia. Este monumento expresa el agradecimiento finlandés a este zar, que acabó con muchos períodos de tensión y guerra con Rusia.

En 1863 Alejandro II volvió a establecer la Dieta de Finlandia y puso en marcha varias reformas que aumentaban la autonomía de Finlandia, incluyendo el establecimiento de una moneda propia, el marco finlandés. La liberación de la empresa condujo a un aumento de la inversión extranjera y a un profundo desarrollo industrial. Por último, elevó el idioma finés a lengua nacional, equiparándolo al sueco, lo que posibilitó una igualdad de oportunidades para una mayor proporción de la sociedad. Alejandro II fue considerado como «El Buen Zar» en Finlandia.
La actitud de Alejandro hacia Finlandia podría ser vista como una verdadera creencia de que las reformas serían más fáciles de probar en un pequeño país homogéneo que en el conjunto de Rusia. El trato benevolente hacia Finlandia también puede considerarse como una recompensa por la lealtad de la población durante la guerra de Crimea y durante el levantamiento polaco. Asimismo podría ser un intento de debilitar los fuertes lazos que Finlandia mantenía aún con Suecia.

### Intentos de asesinato

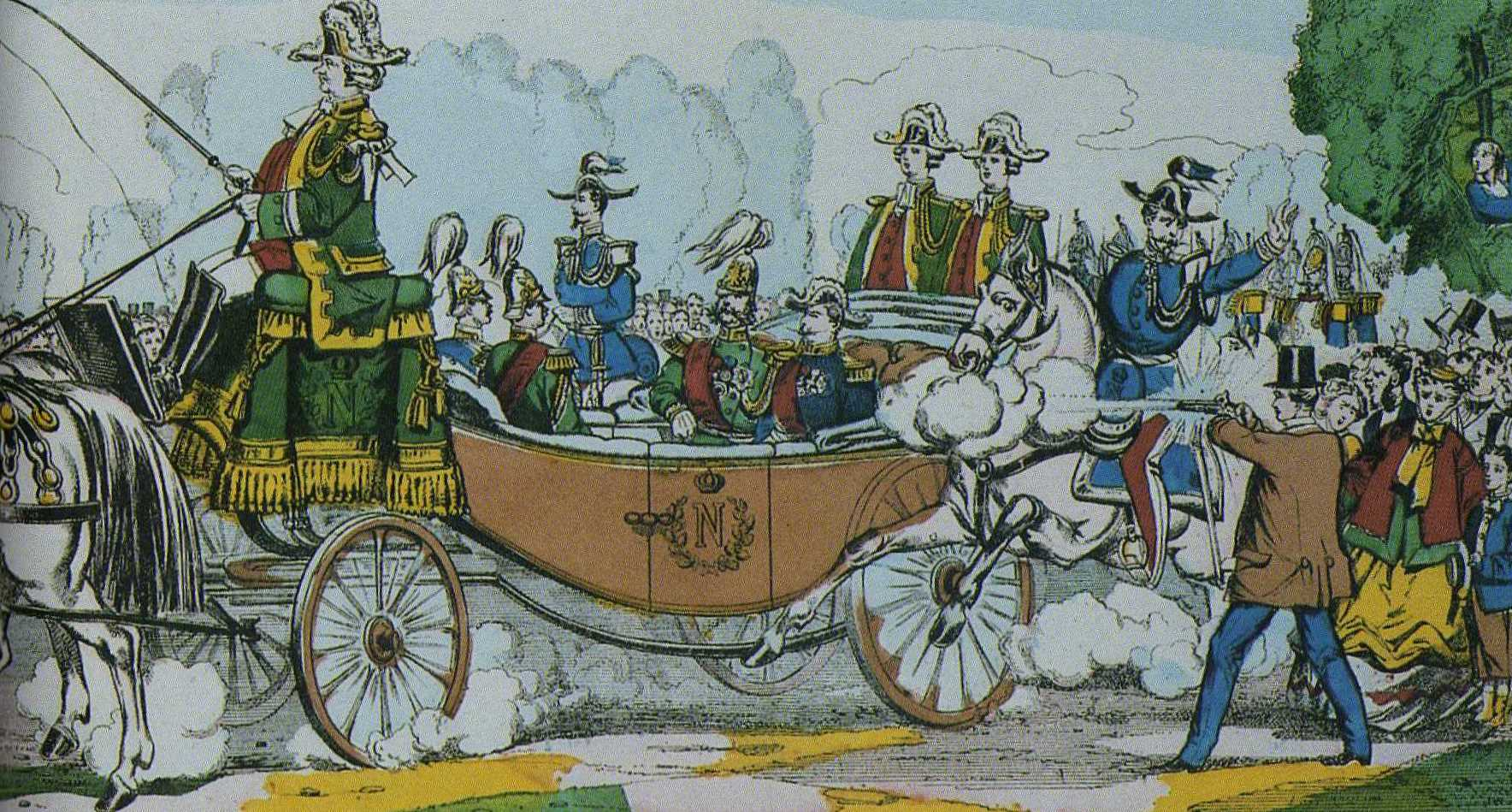
Grabado de la época que muestra el atentado de 1867.

Sin embargo, el crecimiento de un movimiento revolucionario de «izquierda» produjo el fin de los cambios que quería imponer Alejandro II cuando fue asesinado por una bomba en 1881. Es interesante observar que, después de que se convirtiera en zar en 1855, manteniendo un gobierno realtivamente liberal en los hechos -aunque nunca formalmente- Alejandro fuese objetivo de numerosos intentos de asesinato (1866, 1873, 1880).
En 1866 hubo un atentado contra la vida del zar en San Petersburgo, perpetrado por Dmitri Karakózov. El atentado se produjo en el Jardín de Verano, siendo salvado el zar por un hombre que apartó a tiempo el arma del terrorista, impidiendo así que el monarca recibiera herida alguna. Para conmemorar el haber salvado la vida, se construyeron un gran número de iglesias y capillas en muchas ciudades de Rusia. 
En junio de 1867, durante la visita del Zar a Napoleón III en París, en el Bosque de Boulogne fue atacado con dos disparos fallidos por el obrero polaco Bergowski, nativo de Volhynia y refugiado en París debido al control del Zar en diversas regiones de Polonia.
En la mañana del 20 de abril de 1879, Alejandro II iba caminando hacia la Plaza de la Guardia Personal, cuando fue atacado por un estudiante llamado Aleksandr Soloviov. Tras ver un revólver en sus manos, el zar huyó. Soloviov disparó cinco veces, pero falló y fue condenado a muerte y ahorcado el 28 de mayo.
El estudiante actuó por su cuenta, pero otros revolucionarios estaban deseosos de asesinar a Alejandro. En diciembre de 1879, la Naródnaya Volia (en ruso Voluntad del pueblo), un grupo revolucionario radical que planeaba una revolución social, organizó una explosión en el ferrocarril de Livadia a Moscú, pero no alcanzaron al vagón del Zar. En la noche del 5 de febrero de 1880, el mismo conjunto revolucionario llevó a cabo un atentado en un salón del Palacio de Invierno, pero el zar volvió a salir ileso, aunque otras 67 personas resultaron muertas o heridas. El comedor también fue muy dañado.

## Asesinato
Después del último intento de asesinato, Mijaíl Lorís-Mélikov fue nombrado jefe de la Suprema Comisión Ejecutiva y se le dieron poderes extraordinarios para luchar contra los revolucionarios. Las propuestas de Lorís-Mélikov reclamaban algún tipo de órgano parlamentario, y el emperador parecía estar de acuerdo, pero estos planes nunca fueron realizados, pues el 13 de marzo (1 de marzo según el antiguo calendario ruso) de 1881, Alejandro II fue víctima de un atentado.
Como había hecho cada domingo durante una veintena de años, el zar se dirigió al Cuartel de la Manege en San Petersburgo para revisar los regimientos de la Guardia de Infantería de Reserva y la Guardia Cazaminas. Viajaba en un carruaje cerrado acompañado de seis cosacos y con un séptimo a la izquierda del cochero. El transporte del zar era seguido por dos trineos que llevaban, entre otros, al jefe de la policía y al jefe de la guardia del zar. La ruta, como siempre, fue a través del Canal de Catalina y por el Puente Pévchesky, hacia la Catedral de San Isaac.
La calle estaba flanqueada por estrechas aceras a ambos lados. Un hombre joven de pequeña estatura, que llevaba un pesado abrigo negro, iba por la calle en dirección del transporte imperial. Llevaba un pequeño paquete blanco envuelto en un pañuelo. El joven era el revolucionario Nikolái Rysakov, quien arrojó una bomba al paso del carruaje:

Tras un momento de vacilación tiré la bomba. La tiré hacia los cascos de los caballos para que llegara a los bajos del carruaje... La explosión me golpeó contra la valla.

La explosión mató a uno de los cosacos e hirió gravemente al conductor y a la gente que estaba en la acera, varios de gravedad, mientras que el carruaje sólo resultó dañado. El zar fue sacudido pero resultó ileso. Rysakov fue capturado casi de inmediato. Dvorzhitsky, Jefe de la Policía, escuchó gritar a Rysakov a alguien de entre la multitud. Consciente de que había otro asesino cerca (incluso más de uno), instó al zar para que saliera de la zona. El zar Alejandro aceptó de inmediato, pero antes quería ver el lugar de la explosión. Completamente rodeado por los guardias y los cosacos, se acercó al agujero que había en la calle. Fue entonces cuando un hombre joven, Ignati Grinevitski, que estaba cerca del canal, levantó ambos brazos y tiró algo a los pies del zar. El jefe de policía Dvorzhitsky más tarde escribió:

Yo estaba ensordecido por la nueva explosión, quemado, herido y tirado al suelo. De repente, en medio del humo y la niebla, y cubierto de nieve, escuchaba la voz débil de Su Majestad que gritaba, "¡Ayuda!". Recopilé toda la fuerza que pude, me puse en pie y corrí hacia el zar. Su Majestad estaba medio de pie, medio sentado, apoyándose en su brazo derecho. Creyendo que estaba herido levemente, traté de levantarlo, pero sus piernas estaban destrozadas, y la sangre manaba de ellas. Veinte personas, con heridas de diverso grado, estaban sobre la acera y en la calle. Algunos estaban bien, otros se arrastraban, otros trataban de salir de debajo de cuerpos que habían caído sobre ellos. A través de la nieve, los cadáveres y la sangre se podían ver mezclados con las prendas de vestir, sables y sangrientos trozos de carne humana.

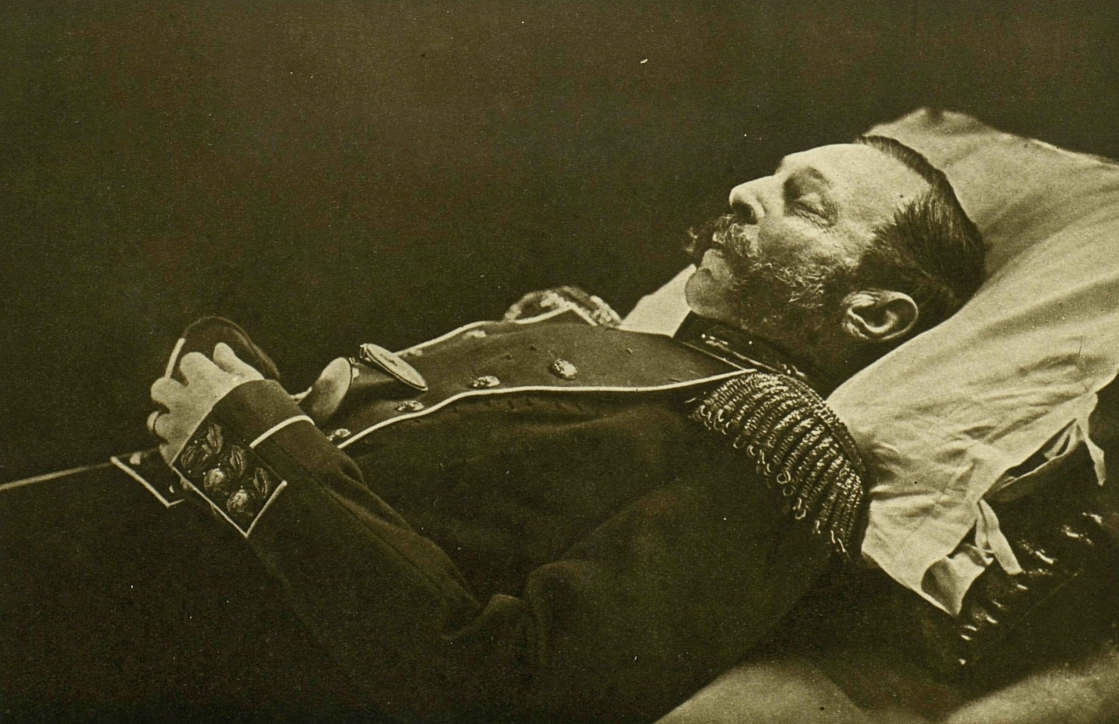
Alejandro II en su lecho de muerte.

Más tarde se supo que había una tercera bomba entre la multitud. Un hombre llamado Iván Emelyánov estaba dispuesto a lanzar dicho explosivo, portando un maletín que contenía una bomba que sería utilizada en caso de que las otras dos bombas no lograsen el resultado esperado. 
Alejandro fue llevado en trineo hasta el Palacio de Invierno, quedando un rastro de sangre entre el trayecto que va desde la escalera de mármol hasta su estudio, donde veinte años antes había firmado el Edicto de Emancipación de los siervos. El zar, con ambas piernas destrozadas, se estaba desangrando. Los miembros de la familia Románov se apresuraron a ir hasta la cama del moribundo. Uno de ellos fue el silencioso y sensible niño de trece años de edad, llamado Nicky, hijo mayor del zarévich Alejandro, quien sería Nicolás II de Rusia.
Antes de morir, el zar recibió la Comunión y la Extremaunción, pues ya estaba demasiado débil y entonces no era posible todavía realizar una transfusión de sangre. No había nada que se pudiera hacer, salvo esperar. Cuando se le preguntó cuánto tiempo se prolongaría la agonía del zar, el médico, Dr. S.P. Borkin, respondió, «unos quince minutos». A las 3:30 de ese día el zar Alejandro II dejó de respirar.

### Consecuencias del asesinato
El magnicidio causó un gran revés para el movimiento de reforma y para el incipiente liberalismo ruso. Uno de los últimos proyectos de Alejandro II estaba dirigido precisamente a la creación de un parlamento electivo, o Duma. Precisamente la primera acción tomada por su hijo y sucesor, Alejandro III de Rusia, tras su coronación fue la de acabar con esos planes reformistas y reforzar la autocracia, reprimiendo con suma severidad toda oposición al absolutismo zarista y restringiendo derechos a las minorías étnicas y religiosas (como por ejemplo, los judíos). La Duma Imperial de Rusia no fue establecida hasta 1905 por el nieto de Alejandro II, Nicolás II, quien tuvo que ceder a ello solamente ante la presión popular a que fue sometida la monarquía tras la Revolución Rusa de 1905.
Una segunda consecuencia del asesinato fueron los pogromos y la legislación antisemita (Leyes de Mayo). Ello fue debido a que se culpó a los judíos, como minoría étnica de cultura y religión ajena al pueblo ruso, de haber participado colectivamente en la conspiración de asesinato (uno de los magnicidas era judío). Más de 200 judíos que no tenían nada que ver con el asesinato de Alejandro II, fueron golpeados hasta la muerte en estos pogromos a lo largo de Rusia.
Una tercera consecuencia fue que irrumpió de nuevo la represión de las libertades civiles en Rusia y la brutalidad policial, y con gran vigor, tras haber experimentado cierta moderación bajo el reinado de Alejandro II. El asesinato de Alejandro II parecía mostrar a sus sucesores que las reformas liberales solo debilitaban a la monarquía zarista y estimulaban el terrorismo, por lo cual la represión autocrática aparecía como la única solución aceptable. La muerte del zar fue presenciada por su hijo, Alejandro III, y por su nieto, el futuro Nicolás II, quienes se comprometieron a no correr la misma suerte. Ambos utilizaron la Ojrana para detener a los manifestantes y acabar con los grupos rebeldes, endureciendo la represión de las libertades personales del pueblo ruso.
Para homenajear la memoria de su padre, en 1883, dos años después de su asesinato, el zar Alejandro III ordenó construir una iglesia en el lugar del magnicidio, llamada Iglesia de la Resurrección de Cristo y conocida como Iglesia del Salvador sobre la sangre derramada. En el interior de esta iglesia pueden verse piedras manchadas con la sangre del zar. Actualmente es uno de los monumentos más bellos, conocidos y visitados de San Petersburgo.

## Títulos, tratamientos y distinciones honoríficas

Monograma del zar Alejandro II de Rusia

### Títulos nobiliarios
| ● 29 de abril de 1818-1 de diciembre de 1825: | Su alteza imperial el gran duque Alejandro Nikoláyevich de Rusia |
| ● 1 de diciembre de 1825-2 de marzo de 1855:  | Su alteza imperial el zarévich de Rusia                          |
| ● 2 de marzo de 1855-13 de marzo de 1881:     | Su Majestad imperial el emperador y autócrata de toda Rusia      |

### Condecoraciones rusas
- Gran Maestre de la Orden de San Andrés ( Imperio ruso).
- Gran Maestre de la Orden de San Jorge ( Imperio ruso).
- Gran Maestre de la Orden del Águila Blanca ( Imperio ruso).
- Gran Maestre de la Orden de San Alejandro Nevski ( Imperio ruso).
- Gran Maestre de la Orden de Santa Ana ( Imperio ruso).
- Gran Maestre de la Orden de San Estanislao ( Imperio ruso).
- Gran Maestre de la Orden de San Vladimiro ( Imperio ruso).

### Condecoraciones extranjeras
- Caballero de la Suprema Orden de la Santísima Anunciación ( Reino de Italia).
- Caballero gran cruz de la Orden de San Esteban de Hungría ( Imperio austrohúngaro).
- Caballero de la Orden de María Teresa ( Imperio austrohúngaro).
- Caballero de la Orden del Elefante ( Dinamarca).
- Caballero de la Insigne Orden del Toisón de Oro ( España).
- Caballero de la Orden de la Jarretera ( Reino Unido).
- Caballero de la Orden de los Serafines ( Suecia).
- Caballero gran cruz de la Orden de Luis ( Gran Ducado de Hesse).
- Caballero de la Orden de San Pedro de Cetiña ( Reino de Montenegro).
- Senador gran cruz con collar de la Sagrada Orden Militar Constantiniana de San Jorge ( Casa de Borbón-Parma, 1850).[8]

## Galería

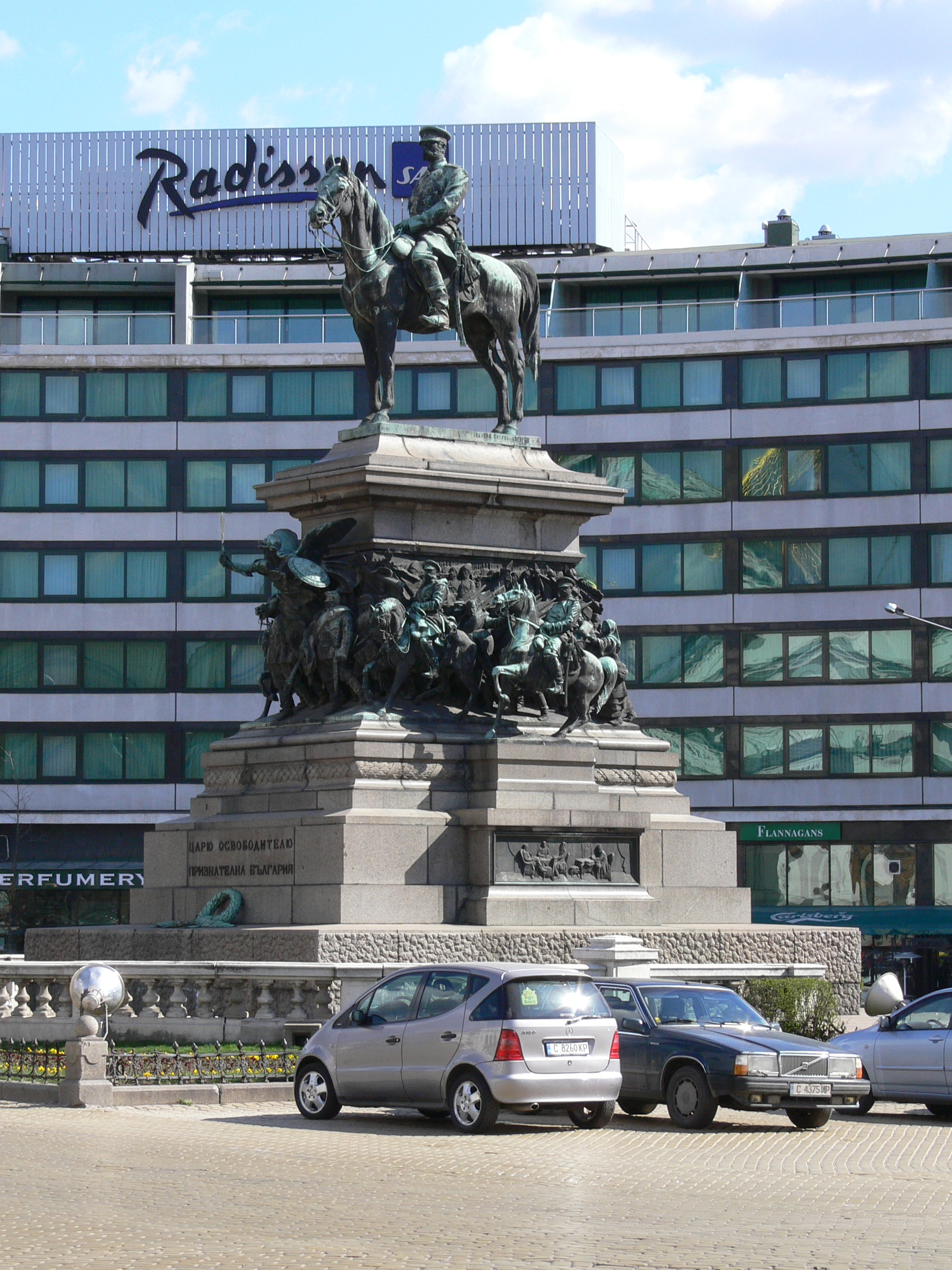
Monumento al Zar Libertador en Sofía en conmemoración de la decisiva ayuda de Alejandro II durante la Liberación de Bulgaria del Imperio otomano en la Guerra ruso-turca (1877-1878).
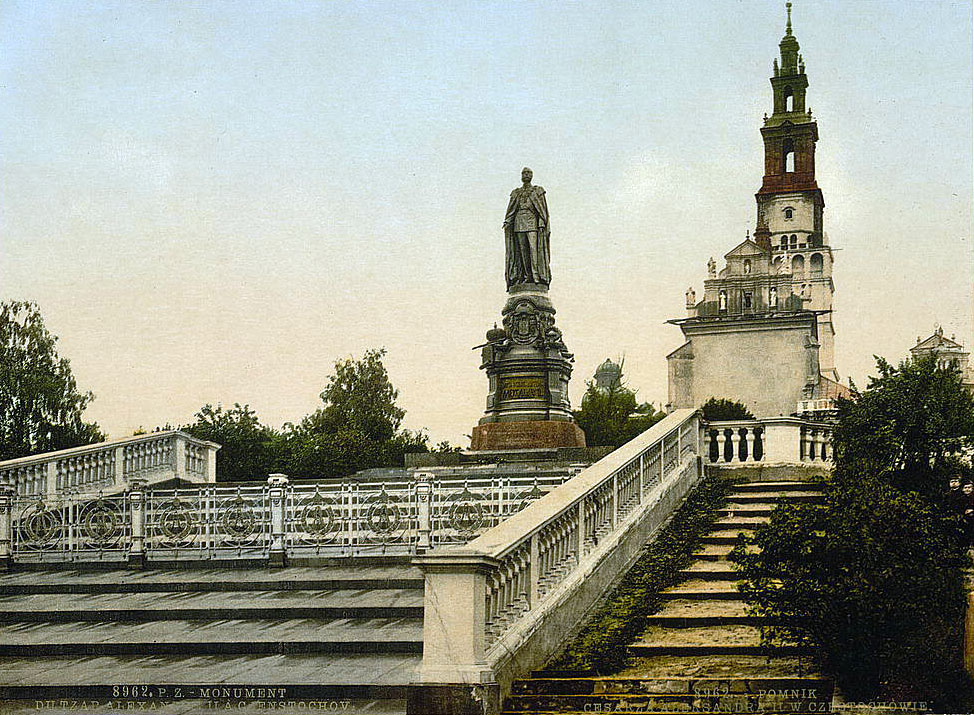
Monumento a Alejandro II en el monasterio de Jasna Góra (actual Częstochowa), el corazón espiritual de Polonia.

## Ancestros
| \| \| \| \| \| \| \| \| \| \| \| \| \| \| \| \| \| \| \| \| 16. Carlos Federico de Holstein-Gottorp \| \| \| \| \| \| \| \| \| \| \| \| \| \| \| \| \| \| \| \| \| \| \| \| \| \| \| \| \| \| \| \| \| \| \| \| \| \| \| \| \| \| \| \| \| \| \| \| \| \| \| \| \| \| 8. Pedro III de Rusia \| \| \| \| \| \| \| \| \| \| \| \| \| \| \| \| \| \| \| \| \| \| \| \| \| \| \| \| \| \| \| \| \| \| \| \| \| \| \| \| \| \| \| \| \| \| \| \| \| \| \| \| \| \| 17. Ana Petrovna Románova \| \| \| \| \| \| \| \| \| \| \| \| \| \| \| \| \| \| \| \| \| \| \| \| \| \| \| \| \| \| \| \| \| \| \| \| \| \| \| \| \| \| \| \| \| \| \| \| \| \| \| \| \| \| 4. Pablo I de Rusia \| \| \| \| \| \| \| \| \| \| \| \| \| \| \| \| \| \| \| \| \| \| \| \| \| \| \| \| \| \| \| \| \| \| \| \| \| \| \| \| \| \| \| \| \| \| \| \| \| \| \| \| \| \| 18. Cristián Augusto de Anhalt-Zerbst \| \| \| \| \| \| \| \| \| \| \| \| \| \| \| \| \| \| \| \| \| \| \| \| \| \| \| \| \| \| \| \| \| \| \| \| \| \| \| \| \| \| \| \| \| \| \| \| \| \| \| \| \| \| 9. Catalina II de Rusia \| \| \| \| \| \| \| \| \| \| \| \| \| \| \| \| \| \| \| \| \| \| \| \| \| \| \| \| \| \| \| \| \| \| \| \| \| \| \| \| \| \| \| \| \| \| \| \| \| \| \| \| \| \| 19. Juana Isabel de Schleswig-Holstein-Gottorp \| \| \| \| \| \| \| \| \| \| \| \| \| \| \| \| \| \| \| \| \| \| \| \| \| \| \| \| \| \| \| \| \| \| \| \| \| \| \| \| \| \| \| \| \| \| \| \| \| \| \| \| \| \| 2. Nicolás I de Rusia \| \| \| \| \| \| \| \| \| \| \| \| \| \| \| \| \| \| \| \| \| \| \| \| \| \| \| \| \| \| \| \| \| \| \| \| \| \| \| \| \| \| \| \| \| \| \| \| \| \| \| \| \| \| 20. Carlos I Alejandro de Württemberg \| \| \| \| \| \| \| \| \| \| \| \| \| \| \| \| \| \| \| \| \| \| \| \| \| \| \| \| \| \| \| \| \| \| \| \| \| \| \| \| \| \| \| \| \| \| \| \| \| \| \| \| \| \| 10. Federico II Eugenio de Wurtemberg \| \| \| \| \| \| \| \| \| \| \| \| \| \| \| \| \| \| \| \| \| \| \| \| \| \| \| \| \| \| \| \| \| \| \| \| \| \| \| \| \| \| \| \| \| \| \| \| \| \| \| \| \| \| 21. María Augusta de Thurn y Taxis \| \| \| \| \| \| \| \| \| \| \| \| \| \| \| \| \| \| \| \| \| \| \| \| \| \| \| \| \| \| \| \| \| \| \| \| \| \| \| \| \| \| \| \| \| \| \| \| \| \| \| \| \| \| 5. Sofía Dorotea de Wurtemberg \| \| \| \| \| \| \| \| \| \| \| \| \| \| \| \| \| \| \| \| \| \| \| \| \| \| \| \| \| \| \| \| \| \| \| \| \| \| \| \| \| \| \| \| \| \| \| \| \| \| \| \| \| \| 22. Federico Guillermo de Brandeburgo-Schwedt \| \| \| \| \| \| \| \| \| \| \| \| \| \| \| \| \| \| \| \| \| \| \| \| \| \| \| \| \| \| \| \| \| \| \| \| \| \| \| \| \| \| \| \| \| \| \| \| \| \| \| \| \| \| 11. Federica de Brandeburgo-Schwedt \| \| \| \| \| \| \| \| \| \| \| \| \| \| \| \| \| \| \| \| \| \| \| \| \| \| \| \| \| \| \| \| \| \| \| \| \| \| \| \| \| \| \| \| \| \| \| \| \| \| \| \| \| \| 23. Sofía Dorotea de Prusia \| \| \| \| \| \| \| \| \| \| \| \| \| \| \| \| \| \| \| \| \| \| \| \| \| \| \| \| \| \| \| \| \| \| \| \| \| \| \| \| \| \| \| \| \| \| \| \| \| \| \| \| \| \| 1. Alejandro II de Rusia \| \| \| \| \| \| \| \| \| \| \| \| \| \| \| \| \| \| \| \| \| \| \| \| \| \| \| \| \| \| \| \| \| \| \| \| \| \| \| \| \| \| \| \| \| \| \| \| \| \| \| \| \| \| 24. Augusto Guillermo de Prusia \| \| \| \| \| \| \| \| \| \| \| \| \| \| \| \| \| \| \| \| \| \| \| \| \| \| \| \| \| \| \| \| \| \| \| \| \| \| \| \| \| \| \| \| \| \| \| \| \| \| \| \| \| \| 12. Federico Guillermo II de Prusia \| \| \| \| \| \| \| \| \| \| \| \| \| \| \| \| \| \| \| \| \| \| \| \| \| \| \| \| \| \| \| \| \| \| \| \| \| \| \| \| \| \| \| \| \| \| \| \| \| \| \| \| \| \| 25. Luisa Amalia de Brunswick-Lüneburg \| \| \| \| \| \| \| \| \| \| \| \| \| \| \| \| \| \| \| \| \| \| \| \| \| \| \| \| \| \| \| \| \| \| \| \| \| \| \| \| \| \| \| \| \| \| \| \| \| \| \| \| \| \| 6. Federico Guillermo III de Prusia. \| \| \| \| \| \| \| \| \| \| \| \| \| \| \| \| \| \| \| \| \| \| \| \| \| \| \| \| \| \| \| \| \| \| \| \| \| \| \| \| \| \| \| \| \| \| \| \| \| \| \| \| \| \| 26. Luis IX de Hesse-Darmstadt \| \| \| \| \| \| \| \| \| \| \| \| \| \| \| \| \| \| \| \| \| \| \| \| \| \| \| \| \| \| \| \| \| \| \| \| \| \| \| \| \| \| \| \| \| \| \| \| \| \| \| \| \| \| 13. Federica Luisa de Hesse-Darmstadt \| \| \| \| \| \| \| \| \| \| \| \| \| \| \| \| \| \| \| \| \| \| \| \| \| \| \| \| \| \| \| \| \| \| \| \| \| \| \| \| \| \| \| \| \| \| \| \| \| \| \| \| \| \| 27. Carolina de Zweibrucken-Birkenfeld \| \| \| \| \| \| \| \| \| \| \| \| \| \| \| \| \| \| \| \| \| \| \| \| \| \| \| \| \| \| \| \| \| \| \| \| \| \| \| \| \| \| \| \| \| \| \| \| \| \| \| \| \| \| 3. Carlota de Prusia \| \| \| \| \| \| \| \| \| \| \| \| \| \| \| \| \| \| \| \| \| \| \| \| \| \| \| \| \| \| \| \| \| \| \| \| \| \| \| \| \| \| \| \| \| \| \| \| \| \| \| \| \| \| 28. Carlos Luis de Mecklemburgo-Strelitz \| \| \| \| \| \| \| \| \| \| \| \| \| \| \| \| \| \| \| \| \| \| \| \| \| \| \| \| \| \| \| \| \| \| \| \| \| \| \| \| \| \| \| \| \| \| \| \| \| \| \| \| \| \| 14. Carlos II de Mecklemburgo-Strelitz \| \| \| \| \| \| \| \| \| \| \| \| \| \| \| \| \| \| \| \| \| \| \| \| \| \| \| \| \| \| \| \| \| \| \| \| \| \| \| \| \| \| \| \| \| \| \| \| \| \| \| \| \| \| 29. Isabel Albertina de Sajonia-Hildburghausen \| \| \| \| \| \| \| \| \| \| \| \| \| \| \| \| \| \| \| \| \| \| \| \| \| \| \| \| \| \| \| \| \| \| \| \| \| \| \| \| \| \| \| \| \| \| \| \| \| \| \| \| \| \| 7. Luisa de Mecklemburgo-Strelitz \| \| \| \| \| \| \| \| \| \| \| \| \| \| \| \| \| \| \| \| \| \| \| \| \| \| \| \| \| \| \| \| \| \| \| \| \| \| \| \| \| \| \| \| \| \| \| \| \| \| \| \| \| \| 30. Jorge Guillermo de Hesse-Darmstadt \| \| \| \| \| \| \| \| \| \| \| \| \| \| \| \| \| \| \| \| \| \| \| \| \| \| \| \| \| \| \| \| \| \| \| \| \| \| \| \| \| \| \| \| \| \| \| \| \| \| \| \| \| \| 15. Federica de Hesse-Darmstadt \| \| \| \| \| \| \| \| \| \| \| \| \| \| \| \| \| \| \| \| \| \| \| \| \| \| \| \| \| \| \| \| \| \| \| \| \| \| \| \| \| \| \| \| \| \| \| \| \| \| \| \| \| \| 31. María Luisa Albertina de Leiningen-Falkenburg-Dagsburg \| \| \| \| \| \| \| \| \| \| \| \| \| \| \| \| \| \| \| \| \| \| \| \| \| \| \| \| \| \| \| \| \| \| \| \| \| \| \| \| \| \| \| \| \| \| \| \| \| \| \| \| |                                                            |  |  |  |  |  |  |  |  |  |  |  |  |  |  |  |
| |                                                            |  |  |  |  |  |  |  |  |  |  |  |  |  |  |  |
| | 16. Carlos Federico de Holstein-Gottorp                    |  |  |  |  |  |  |  |  |  |  |  |  |  |  |  |
| |                                                            |  |  |  |  |  |  |  |  |  |  |  |  |  |  |  |
| |                                                            |  |  |  |  |  |  |  |  |  |  |  |  |  |  |  |
| | 8. Pedro III de Rusia                                      |  |  |  |  |  |  |  |  |  |  |  |  |  |  |  |
| |                                                            |  |  |  |  |  |  |  |  |  |  |  |  |  |  |  |
| |                                                            |  |  |  |  |  |  |  |  |  |  |  |  |  |  |  |
| | 17. Ana Petrovna Románova                                  |  |  |  |  |  |  |  |  |  |  |  |  |  |  |  |
| |                                                            |  |  |  |  |  |  |  |  |  |  |  |  |  |  |  |
| |                                                            |  |  |  |  |  |  |  |  |  |  |  |  |  |  |  |
| | 4. Pablo I de Rusia                                        |  |  |  |  |  |  |  |  |  |  |  |  |  |  |  |
| |                                                            |  |  |  |  |  |  |  |  |  |  |  |  |  |  |  |
| |                                                            |  |  |  |  |  |  |  |  |  |  |  |  |  |  |  |
| | 18. Cristián Augusto de Anhalt-Zerbst                      |  |  |  |  |  |  |  |  |  |  |  |  |  |  |  |
| |                                                            |  |  |  |  |  |  |  |  |  |  |  |  |  |  |  |
| |                                                            |  |  |  |  |  |  |  |  |  |  |  |  |  |  |  |
| | 9. Catalina II de Rusia                                    |  |  |  |  |  |  |  |  |  |  |  |  |  |  |  |
| |                                                            |  |  |  |  |  |  |  |  |  |  |  |  |  |  |  |
| |                                                            |  |  |  |  |  |  |  |  |  |  |  |  |  |  |  |
| | 19. Juana Isabel de Schleswig-Holstein-Gottorp             |  |  |  |  |  |  |  |  |  |  |  |  |  |  |  |
| |                                                            |  |  |  |  |  |  |  |  |  |  |  |  |  |  |  |
| |                                                            |  |  |  |  |  |  |  |  |  |  |  |  |  |  |  |
| | 2. Nicolás I de Rusia                                      |  |  |  |  |  |  |  |  |  |  |  |  |  |  |  |
| |                                                            |  |  |  |  |  |  |  |  |  |  |  |  |  |  |  |
| |                                                            |  |  |  |  |  |  |  |  |  |  |  |  |  |  |  |
| | 20. Carlos I Alejandro de Württemberg                      |  |  |  |  |  |  |  |  |  |  |  |  |  |  |  |
| |                                                            |  |  |  |  |  |  |  |  |  |  |  |  |  |  |  |
| |                                                            |  |  |  |  |  |  |  |  |  |  |  |  |  |  |  |
| | 10. Federico II Eugenio de Wurtemberg                      |  |  |  |  |  |  |  |  |  |  |  |  |  |  |  |
| |                                                            |  |  |  |  |  |  |  |  |  |  |  |  |  |  |  |
| |                                                            |  |  |  |  |  |  |  |  |  |  |  |  |  |  |  |
| | 21. María Augusta de Thurn y Taxis                         |  |  |  |  |  |  |  |  |  |  |  |  |  |  |  |
| |                                                            |  |  |  |  |  |  |  |  |  |  |  |  |  |  |  |
| |                                                            |  |  |  |  |  |  |  |  |  |  |  |  |  |  |  |
| | 5. Sofía Dorotea de Wurtemberg                             |  |  |  |  |  |  |  |  |  |  |  |  |  |  |  |
| |                                                            |  |  |  |  |  |  |  |  |  |  |  |  |  |  |  |
| |                                                            |  |  |  |  |  |  |  |  |  |  |  |  |  |  |  |
| | 22. Federico Guillermo de Brandeburgo-Schwedt              |  |  |  |  |  |  |  |  |  |  |  |  |  |  |  |
| |                                                            |  |  |  |  |  |  |  |  |  |  |  |  |  |  |  |
| |                                                            |  |  |  |  |  |  |  |  |  |  |  |  |  |  |  |
| | 11. Federica de Brandeburgo-Schwedt                        |  |  |  |  |  |  |  |  |  |  |  |  |  |  |  |
| |                                                            |  |  |  |  |  |  |  |  |  |  |  |  |  |  |  |
| |                                                            |  |  |  |  |  |  |  |  |  |  |  |  |  |  |  |
| | 23. Sofía Dorotea de Prusia                                |  |  |  |  |  |  |  |  |  |  |  |  |  |  |  |
| |                                                            |  |  |  |  |  |  |  |  |  |  |  |  |  |  |  |
| |                                                            |  |  |  |  |  |  |  |  |  |  |  |  |  |  |  |
| | 1. Alejandro II de Rusia                                   |  |  |  |  |  |  |  |  |  |  |  |  |  |  |  |
| |                                                            |  |  |  |  |  |  |  |  |  |  |  |  |  |  |  |
| |                                                            |  |  |  |  |  |  |  |  |  |  |  |  |  |  |  |
| | 24. Augusto Guillermo de Prusia                            |  |  |  |  |  |  |  |  |  |  |  |  |  |  |  |
| |                                                            |  |  |  |  |  |  |  |  |  |  |  |  |  |  |  |
| |                                                            |  |  |  |  |  |  |  |  |  |  |  |  |  |  |  |
| | 12. Federico Guillermo II de Prusia                        |  |  |  |  |  |  |  |  |  |  |  |  |  |  |  |
| |                                                            |  |  |  |  |  |  |  |  |  |  |  |  |  |  |  |
| |                                                            |  |  |  |  |  |  |  |  |  |  |  |  |  |  |  |
| | 25. Luisa Amalia de Brunswick-Lüneburg                     |  |  |  |  |  |  |  |  |  |  |  |  |  |  |  |
| |                                                            |  |  |  |  |  |  |  |  |  |  |  |  |  |  |  |
| |                                                            |  |  |  |  |  |  |  |  |  |  |  |  |  |  |  |
| | 6. Federico Guillermo III de Prusia.                       |  |  |  |  |  |  |  |  |  |  |  |  |  |  |  |
| |                                                            |  |  |  |  |  |  |  |  |  |  |  |  |  |  |  |
| |                                                            |  |  |  |  |  |  |  |  |  |  |  |  |  |  |  |
| | 26. Luis IX de Hesse-Darmstadt                             |  |  |  |  |  |  |  |  |  |  |  |  |  |  |  |
| |                                                            |  |  |  |  |  |  |  |  |  |  |  |  |  |  |  |
| |                                                            |  |  |  |  |  |  |  |  |  |  |  |  |  |  |  |
| | 13. Federica Luisa de Hesse-Darmstadt                      |  |  |  |  |  |  |  |  |  |  |  |  |  |  |  |
| |                                                            |  |  |  |  |  |  |  |  |  |  |  |  |  |  |  |
| |                                                            |  |  |  |  |  |  |  |  |  |  |  |  |  |  |  |
| | 27. Carolina de Zweibrucken-Birkenfeld                     |  |  |  |  |  |  |  |  |  |  |  |  |  |  |  |
| |                                                            |  |  |  |  |  |  |  |  |  |  |  |  |  |  |  |
| |                                                            |  |  |  |  |  |  |  |  |  |  |  |  |  |  |  |
| | 3. Carlota de Prusia                                       |  |  |  |  |  |  |  |  |  |  |  |  |  |  |  |
| |                                                            |  |  |  |  |  |  |  |  |  |  |  |  |  |  |  |
| |                                                            |  |  |  |  |  |  |  |  |  |  |  |  |  |  |  |
| | 28. Carlos Luis de Mecklemburgo-Strelitz                   |  |  |  |  |  |  |  |  |  |  |  |  |  |  |  |
| |                                                            |  |  |  |  |  |  |  |  |  |  |  |  |  |  |  |
| |                                                            |  |  |  |  |  |  |  |  |  |  |  |  |  |  |  |
| | 14. Carlos II de Mecklemburgo-Strelitz                     |  |  |  |  |  |  |  |  |  |  |  |  |  |  |  |
| |                                                            |  |  |  |  |  |  |  |  |  |  |  |  |  |  |  |
| |                                                            |  |  |  |  |  |  |  |  |  |  |  |  |  |  |  |
| | 29. Isabel Albertina de Sajonia-Hildburghausen             |  |  |  |  |  |  |  |  |  |  |  |  |  |  |  |
| |                                                            |  |  |  |  |  |  |  |  |  |  |  |  |  |  |  |
| |                                                            |  |  |  |  |  |  |  |  |  |  |  |  |  |  |  |
| | 7. Luisa de Mecklemburgo-Strelitz                          |  |  |  |  |  |  |  |  |  |  |  |  |  |  |  |
| |                                                            |  |  |  |  |  |  |  |  |  |  |  |  |  |  |  |
| |                                                            |  |  |  |  |  |  |  |  |  |  |  |  |  |  |  |
| | 30. Jorge Guillermo de Hesse-Darmstadt                     |  |  |  |  |  |  |  |  |  |  |  |  |  |  |  |
| |                                                            |  |  |  |  |  |  |  |  |  |  |  |  |  |  |  |
| |                                                            |  |  |  |  |  |  |  |  |  |  |  |  |  |  |  |
| | 15. Federica de Hesse-Darmstadt                            |  |  |  |  |  |  |  |  |  |  |  |  |  |  |  |
| |                                                            |  |  |  |  |  |  |  |  |  |  |  |  |  |  |  |
| |                                                            |  |  |  |  |  |  |  |  |  |  |  |  |  |  |  |
| | 31. María Luisa Albertina de Leiningen-Falkenburg-Dagsburg |  |  |  |  |  |  |  |  |  |  |  |  |  |  |  |
| |                                                            |  |  |  |  |  |  |  |  |  |  |  |  |  |  |  |
| |                                                            |  |  |  |  |  |  |  |  |  |  |  |  |  |  |  |